# Kinigi (Sektor)
Kinigi ist ein Sektor im Distrikt Musanze in der Nordprovinz von Ruanda.

## Geographie
Der Sektor Kinigi liegt an der Grenze zur Demokratischen Republik Kongo und im Nordosten zu Uganda. Kinigi hat eine Fläche von 80,7 km² und liegt auf einer Höhe von etwa 2430 m. Der Sektor unterteilt sich in die fünf Zellen Bisoke, Kaguhu, Kampanga, Nyabigoma und Nyonirima. Nachbarsektoren sind im Nordosten Nyange, im Süden Musanze und im Südwesten Shingiro. Im Nordosten befindet sich am Dreiländereck der Vulkan Sabinyo (3645 m) und im Südwesten der Visoke (3711 m), welcher an seinem Gipfel einen Kratersee aufweist. Das ruandische Grenzgebiet der Virunga-Vulkane ist Teil des Volcanoes National Parks. Angrenzend in Uganda befindet sich der Mgahinga-Gorilla-Nationalpark und im Kongo der Nationalpark Virunga. Das Gebiet ist Lebensraum der Berggorillas (Gorilla beringei beringei).

## Bevölkerung
Nach der Volkszählung von 2022 betrug die Einwohnerzahl 32.297. Im Jahr 2012 waren es 27.221 Einwohner, was einem jährlichen Bevölkerungszuwachs von 1,7 Prozent zwischen 2012 und 2022 entspricht.

## Wirtschaft und Verkehr
Durch den Sektor verläuft die Nationalstraße 18. An dieser befindet sich der Ellen DeGeneres Campus of the Dian Fossey Gorilla Fund, welcher den Ökotourismus in der Region weiter fördern soll.